# Episodi di Provaci ancora prof! (quinta stagione)

Il logo della quinta stagione.

La quinta stagione della serie televisiva Provaci ancora prof! andò in onda in prima visione su Rai 1 dal 12 settembre al 17 ottobre 2013. 
| nº | Titolo                 | Prima TV Italia   |
| -- | ---------------------- | ----------------- |
| 1  | Il gioco del destino   | 12 settembre 2013 |
| 2  | Doppio inganno         | 19 settembre 2013 |
| 3  | Vite segrete           | 26 settembre 2013 |
| 4  | L'ultima telefonata    | 3 ottobre 2013    |
| 5  | La scatola dei ricordi | 10 ottobre 2013   |
| 6  | Le mani in tasca       | 17 ottobre 2013   |

Fanno parte del cast fisso Veronica Pivetti (Camilla Baudino), Enzo Decaro (Renzo Ferrero), Ilaria Occhini (Andreina), Pino Ammendola (Ispettore Torre), Paolo Conticini (Gaetano Berardi).

## Il gioco del destino
- Diretto da: Tiziana Aristarco
- Scritto da:

### Trama
La prof. Camilla Baudino si è trasferita nella città di Torino con suo marito, sua figlia e sua madre. Però nel condominio dove vanno ad abitare trovano una vecchia fiamma di Camilla, il commissario Gaetano Berardi, che ora è stato promosso vicequestore e presta servizio nella Questura di Torino. La prof. avrà a che fare con una scuola e con studenti nuovi e molto caotici. All'inizio deciderà di occuparsi solo ed esclusivamente della scuola, sino a quando una ragazza marocchina ferita le chiede aiuto. Quando Camilla l'indomani entra in classe scopre che la ragazza marocchina è una sua alunna, Naima, e che è stato ucciso suo zio. La prima sospettata è lei, ma gli indizi ricondurranno a un altro: infatti il vero responsabile è il padre razzista e violento dell'allenatrice di calcio di Naima, Ambra, che aveva una relazione con lo zio della ragazza. Contemporaneamente a ciò, Camilla capisce fin da subito di essere alle prese con una classe piena di allievi ribelli, viziati, problematici, provocatori e irriverenti, che le rendono difficile il lavoro, ma Camilla con la sua determinazione non è affatto disposta a cedere alle offese e ad arrendersi con loro, convinta nel poterli aiutare a finire l'anno scolastico. Quando il caso di Naima viene risolto e la ragazza la ringrazia davanti a tutti, la classe comincia a rispettare lentamente la prof.
- Altri interpreti: Laura Adriani (Sabrina Migliasso), Lucrezia Piaggio (Ambra), Giuseppe Bocchino (Luca Gandino), Carola Abballa Said (Naima Alalai), Francesco Di Raimondo (Greg, amico di Livietta), Gabriele De Luca (Idris), Federico Lima, Alessandro Riceci (Mirko Rosati).
- Curiosità: Il personaggio di Lucrezia Piaggio è totalmente diverso rispetto quello interpretato nelle prime due stagioni della serie.
- Ascolti Italia: telespettatori 4 507 000 – share 19,04%[1]
- In questo episodio c'è un richiamo al primo episodio della terza stagione, quando Camilla trova in un suo libro una pagina di giornale contenente il caso di omicidio che doveva essere risolto in quel frangente.

## Doppio inganno
- Diretto da: Tiziana Aristarco
- Scritto da:

### Trama
Berardi chiede a Camilla se può prendere in prestito la macchina di Renzo per accompagnare il figlio Tommy all'asilo. Mentre va al lavoro, Berardi riceve una chiamata da una ragazza che molto probabilmente conosce, che lo turba, perché la ragazza di nome Serena con problemi di tossicodipendenza, minaccia di uccidersi. Giunto sul posto, Gaetano non trova la ragazza e riparte con la macchina, però mentre ritorna trova una pattuglia che lo ferma perché hanno ricevuto una chiamata che avvertiva che c'era un cadavere sull'autovettura. Gli agenti aprono il bagagliaio e trovano la ragazza morta strangolata e Berardi viene accusato di averla uccisa, però Camilla crede nella sua innocenza e crede sia stato incastrato così indaga. La prof. in questo caso si avvicinerà al vicequestore e le tentazioni di una volta si rifaranno vive. Camilla e Gaetano collaborano insieme per capire chi voglia incastrare e rovinare l'ispettore e nel farlo si ritrovano a dover riaprire un vecchio caso in cui il sospettato arrestato da Berardi, era l'ex ragazzo della giovane Serena, Filippo, appartenente ad una facoltosa famiglia e che si era suicidato in carcere. Dopo aver rintracciato una vecchia amica della ragazza e aver parlato con vecchie conoscenze legate alla morte del fidanzato della vittima, Gaetano e Camilla scoprono che a volere la rovina dell'ispettore è Maria Vittoria Magli, la madre del ragazzo suicida, che non ha mai accettato l'idea e la consapevolezza (a differenza del marito Aldo che si era rassegnato alla cosa seppur dolorosamente grazie ad una lettera di confessione di Filippo) che il suo unico figlio fosse in realtà un delinquente e un assassino e che poi è impazzita di dolore dopo la sua morte, autoconvincendosi che Filippo è morto da innocente e voleva che i responsabili della sua disgrazia, a cominciare da Gaetano che lo aveva imprigionato, pagassero. Per compiere la sua vendetta, la signora Magli si era rivolta al criminale Ivan Faliero, alleandosi con lui per orchestrare l'uccisione di Serena e far ricadere l'esclusiva responsabilità su Gaetano. Alla luce delle scoperte, le accuse mosse contro Gaetano finalmente cadono.
- Altri interpreti: Laura Adriani (Sabrina), Manfredi Aliquò (Ivan Faliero), Massimo Bagliani, Gabriele De Luca (Idris), Francesco Di Raimondo (Greg), Alberto Gimignani (PM Schicchi), Alessandro Mistichelli (Roy Faliero), Alessandro Riceci (Mirko Rosati), Emanuela Rossi (Serena Magli), Carola Abballa Said (Naima), Federica Zacchia (Raffaella), Denise Tantucci (Giusy, amica di Livietta), Nicola Ravaioli (Pavel).
- Ascolti Italia: telespettatori 5 400 000 – share 23,28%[2]

## Vite segrete
- Diretto da: Tiziana Aristarco
- Scritto da:

### Trama
Camilla finisce la sua ora di lezione, tuttavia rimane chiusa per un dispetto del bidello nella sala professori insieme ad un'allieva. Mentre le due cercano di uscire, si sente all'improvviso un colpo che sembra uno sparo. Spaventata, Camilla avvisa subito Gaetano e una volta uscita insieme a lui trova delle macchie di sangue nel corridoio fino all'armadio delle scope e quando lo aprono trovano un cadavere. La vittima è proprio Mirko Rosati, l'insopportabile e irrispettoso bidello del liceo, che è stato ucciso con un colpo di arma da fuoco e questo sconvolge la scuola. La prima ad essere accusata è l'affascinante professoressa di scienze, Marta Cavalli, la quale riceverà aiuto dalla sua collega Camilla, che condurrà le sue indagini intromettendosi anche nelle indagini condotte da Berardi. Marta, rivela sia a Camilla che a Gaetano di come Rosati la importunasse pesantemente e poi la prof, viene a conoscenza di un Dvd in cui c'è un video proprio di Marta in cui si esibisce con la sua coinquilina in un balletto sensuale a luci rosse. La Cavalli turbata, le confessa che il bidello lo usava per ricattarla in cambio di favori intimi. Durante le indagini, grazie ad una soffiata di Idris, uno studente di Camilla che viene costretto a lavorare dal brutale padre, i sospetti poi si spostano su un venditore povero di rose filippino, Yovito, che avrebbe un movente valido per volere Rosati morto: la sua ragazza Melissa, che era stata sedotta e sfruttata sessualmente senza pietà da Rosati in cambio di un posto per dormire e per lavorare, che poi però per la troppa vergogna si è suicidata buttandosi da un ponte. Il ragazzo confessa a Gaetano e Camilla di essere andato a cercare Rosati a scuola per costringerlo a restituirgli l'anello di Melissa appartenuto alla sua famiglia che lui le aveva rubato, ma poi si è spaventato quando ha sentito Camilla gridare aiuto nella sala dei professori ed era fuggito subito. Sentendo questa rivelazione insieme all'informazione di Gaetano in cui le dice che le chiavi di casa del bidello erano sparite e che l'anello di Yovito è stato trovato dalla polizia nel suo appartamento, Camilla realizza alla fine che effettivamente la professoressa di scienze, dopo vari indizi, è la vera colpevole dell'omicidio del bidello. Messa alle strette, Marta confessa a Camilla che quel giorno era rientrata subito dopo nella scuola per riavere il Dvd con cui Rosati la ricattava e di aver portato la pistola con sè per sicurezza, aggiungendo poi che Rosati l'aveva aggredita di nuovo spingendola a difendersi sparandogli. Marta e la sua coinquilina vengono arrestate, non prima che l'insegnante non saluti la madre. Camilla torna a casa, trovando un mazzo di fiori per lei da parte di Yovito, come segno di ringraziamento per averlo aiutato.
- Altri interpreti: Alessandro Riceci (Mirko Rosati), Laura Adriani (Sabrina), Giuseppe Bocchino (Luca), Gabriele De Luca (Idris), Francesco Di Raimondo (Greg), Carola Abballa Said (Naima), Federica Zacchia (Raffaella), Nicola Ravaioli (Pavel), Giuseppe Maggio (Bobo, compagno di scuola di Livietta), Mariano Rigillo (Sign. Ferrero).
- Ascolti Italia: telespettatori 4 718 000 – share 18,16%[3]

## L'ultima telefonata
- Diretto da: Tiziana Aristarco
- Scritto da:

### Trama
La figlia di Camilla, Livietta, va in un pub di nascosto, e con un ragazzo più grande. Quando ella dice di aver smarrito il cellulare e Gaetano scopre che l'ultima telefonata è stata fatta a un ragazzo assassinato fuori da un pub, Camilla, preoccupata, comincia ad indagare. Intanto Livietta si è fidanzata, sempre di nascosto, col ragazzo che l'ha portata al pub, il quale nasconde un pericoloso segreto. Nel corso delle indagini, Camilla capendo l'ambiguità e il pericolo del ragazzo di cui Livietta è infatuata, Bobo (che in realtà è segretamente affezionato a Livietta), cerca di parlare con la figlia e di farla ragionare, ma la ragazza ostinata e sfacciatamente si rifiuta di ascoltarla portando le due a litigare e a scontrarsi. Camilla insieme sia a Renzo che a Gaetano riesce a salvare in tempo sia Livietta che Bobo e inducendo quest'ultimo a confessare il suo coinvolgimento nell'omicidio.
- Altri interpreti: Laura Adriani (Sabrina), Giuseppe Bocchino (Luca), Gabriele De Luca (Idris Garba), Francesco Di Raimondo (Greg), Sara Franchetti (nonna di Greg), Carola Aballa Said (Naima), Federica Zacchia (Raffaella), Giorgio Melidoni (portiere del palazzo dove abita Bobo Fioretti), Giuseppe Maggio (Bobo Fioretti), Mariano Rigillo (Achille Ferrero), Lucas Waldem Zanforlini (Savino), Fabio Farronato (Sardone), Olga Shapoval (Olga De Luca).
- Ascolti Italia: telespettatori 5 710 000 – share 22,08%[4]

## La scatola dei ricordi
- Diretto da: Tiziana Aristarco
- Scritto da:

### Trama
Carmen viene a Torino per collaborare con Renzo e Camilla è gelosa, mentre l'ex moglie di Gaetano rivuole il figlio. Intanto la prof e Gaetano indagano sull'aggressione di una anziana ed elegante signora chiamata "Madame mille lire", e durante l'indagine Camilla grazie a Sabino entra in possesso di una scatola di tartufi, che in seguito si scoprirà avere un doppio fondo, contenente della droga. 
- Altri interpreti: Laura Adriani (Sabrina), Giuseppe Bocchino (Luca), Gabriele De Luca (Idris), Francesco Di Raimondo (Greg), Carola Abballa Said (Naima), Federica Zacchia (Raffaella), Lucas W. Zanforlini (Savino Sciarra), Dino Giarrusso., Nicola Ravaioli (Pavel), Annalisa De Simone, Luciano Roman (Luigi Migliasso, padre di Sabrina)
- Ascolti Italia: telespettatori 5 533 000 – share 21,55%[5]

## Le mani in tasca
- Diretto da: Tiziana Aristarco
- Scritto da:

### Trama
L'episodio si incentra sul caso dello zio di Sabrina una alunna della prof. Baudino, che viene ritrovato morto nella sua gioielleria, e sulla scomparsa sia di Sabrina che di Idris. I primi sospettati dell'omicidio sono proprio loro a causa di una registrazione della telecamera di sorveglianza in cui si vede chiaramente Idris picchiare la vittima in coincidenza con l'orario antecedente alla morte, mentre Sabrina spegne il video della videosorveglianza. Camilla tuttavia, così come la sua intera classe, è convinta dell'innocenza dei due allievi e cerca di contattarli per farsi raccontare la verità, ma i due ragazzi sono introvabili. Intanto Gaetano indaga sulla vittima rintracciando una vecchia commessa del negozio, che racconta all'ispettore di come il suo datore di lavoro fosse molto inopportuno con lei aggiungendo anche che lui e il fratello Luigi (padre di Sabrina) litigassero spesso e in maniera accesa. Luigi rivela che discuteva sempre animatamente con il fratello a causa del suo vizio del gioco, a causa del quale era arrivato a rubare nel loro negozio e di avere contatti con individui e venditori loschi. A causa della mancanza di alibi, Luigi diventa il nuovo sospettato e viene arrestato. Camilla contemporaneamente scopre che Luigi e Valeria, moglie della vittima e zia di Sabrina, sono amanti e i due confessano che la notte del delitto erano insieme in un albergo, motivo per cui non hanno voluto dire niente prima alla polizia. Nel mentre a Gaetano gli si incendia l'appartamento per un corto circuito e si trasferisce momentaneamente con Tommy da Camilla e Renzo, che accetta, ma che mal digerisce la presenza dell'affascinante commissario. Gaetano e Torre cercano allora di individuare i tipi loschi di cui parlava Luigi, sospettando di una possibile collaborazione tra la vittima e dei criminali che rivendevano merce pregiata. Camilla riesce finalmente a trovare Idris e Sabrina, la quale confessa alla prof che lo zio negli ultimi tempi aveva iniziato a molestarla, motivo per cui la notte del misfatto aveva portato il
giovane Idris con sè in caso di aggressione. Sabrina doveva solo farsi dare dallo zio un anello che aveva comprato, ma l'uomo l'aveva velatamente provocata e minacciata, dicendole che solo se fosse diventata più gentile con lui glielo avrebbe restituito, così Idris istintivamente ha cominciato a picchiarlo per difenderla. Poi i due ragazzi confessano di aver trovato nella tasca dello zio un sacchetto, all'interno del quale non c'era l'anello di Sabrina ma dei veri diamanti. I due poi chiedono a Camilla di consegnarli alla polizia come prova e si allontanano mentre Camilla ritorna a casa per parlare delle scoperte con Gaetano. Quello che Camilla non sa è che per tutto il tempo lei e la madre di Sabrina, sono state pedinate e seguite dai veri assassini, i quali aggrediscono Camilla e Gaetano rinchiudendoli poi nell'armadio riprendendosi le proprie pietre preziose. Dopo le ultime indagini, dove Idris e Sabrina vengono scagionati dalle accuse, la polizia riesce ad arrestare i due ladri, che confessano di aver ucciso lo zio di Sabrina involontariamente perché non aveva più i loro diamanti e capendo che il loro sacchetto l'avevano i due allievi della prof, hanno iniziato a cercarli per poi tenere sott'occhio Camilla e Gaetano per riprenderli i preziosi gioielli, che erano finiti a Sabrina e che li aveva consegnati a Camilla. Infine Renzo deve partire per Londra con Carmen e la sera stessa Camilla e Gaetano restano soli. La tensione emotiva tra di loro è palpabile e sembrano essere sul punto di cedere, ma alla fine vengono interrotti.
- Altri interpreti: Laura Adriani (Sabrina Migliasso), Giuseppe Bocchino (Luca), Gabriele De Luca (Idris Garba), Francesco Di Raimondo (Greg), Veronika Logan (Sign.ra Migliasso, madre di Sabrina), Giovanna Rei (Valeria Migliasso, zia di Sabrina), Carola Abballa Said (Naima), Federica Zacchia (Raffaella), Dino Giarrusso, Luciano Roman (Luigi Migliasso), Nicola Ravaioli (Pavel), Tommaso Arnaldi, Alex Van Damme (Nazir Garba, padre di Idris), Mariano Rigillo (Achille Ferrero), Lucas Waldem Zanforlini (Savino Sciarra), Aldo Massasso (Amedeo), Samuele Sbrighi (rapinatore giovane)
- Ascolti Italia: telespettatori 5 806 000 – share 22,77%[6]